# DFB-Pokal der Junioren 2022/23
Der DFB-Pokal der Junioren 2022/23 war die 37. Austragung dieses Wettbewerbs. Es war die sechste Auflage, in der 32 Vereine teilnehmen. Titelverteidiger war der VfB Stuttgart, der im Viertelfinale aus dem Turnier ausschied. Stattdessen holte der 1. FC Köln nach zehn Jahren seinen zweiten Titel. 

## Teilnehmer
| A-Junioren-Pokalsieger der 21 Landesverbände: - TSG 1899 Hoffenheim (Baden) - TSV 1860 München (Bayern) - Hertha 03 Zehlendorf (Berlin) - SV Babelsberg 03 (Brandenburg) - Werder Bremen (Bremen) - FC St. Pauli (Hamburg) - Kickers Offenbach (Hessen) - Hansa Rostock (Mecklenburg-Vorpommern) - 1. FC Köln (Mittelrhein) - MSV Duisburg (Niederrhein) - Hannover 96 (Niedersachsen) - Eintracht Trier (Rheinland) - JFG Schaumberg-Prims (Saarland) - Dynamo Dresden (Sachsen) - 1. FC Magdeburg (Sachsen-Anhalt) - Holstein Kiel (Schleswig-Holstein) - Bahlinger SC (Südbaden) - 1. FSV Mainz 05 (Südwest) - FC Carl Zeiss Jena (Thüringen) - VfL Bochum (Westfalen) - SSV Ulm 1846 (Württemberg) | A-Junioren-Pokalsieger 2021/22: - VfB Stuttgart A-Junioren-Meister 2021/22: - Borussia Dortmund Bestplatzierte Teams der Junioren-Bundesliga-Staffeln: - Staffel Nord/Nordost: - Hertha BSC (1. Platz) - Energie Cottbus (2. Platz) - RB Leipzig (3. Platz) - Staffel West 7: - FC Schalke 04 (2. Platz) - Bayer 04 Leverkusen (3. Platz) - Rot-Weiss Essen (6. Platz) - Staffel Süd/Südwest: - FC Augsburg (1. Platz) - 1. FC Nürnberg (2. Platz) - Eintracht Frankfurt (3. Platz) |

## 1. Runde
Die Auslosung ergab folgende Begegnungen:
| Datum                         |                      | Ergebnis              |                     |
| ----------------------------- | -------------------- | --------------------- | ------------------- |
| 10. September 2022, 11:00 Uhr | MSV Duisburg         | 0:1                   | VfL Bochum          |
| 10. September 2022, 11:00 Uhr | Kickers Offenbach    | 1:2                   | FC St. Pauli        |
| 10. September 2022, 11:00 Uhr | Energie Cottbus      | 0:4                   | Borussia Dortmund   |
| 10. September 2022, 11:00 Uhr | FC Augsburg          | 2:2 n. V. (3:4 i. E.) | RB Leipzig          |
| 10. September 2022, 11:30 Uhr | SSV Ulm 1846         | 2:3 n. V.             | Bayer 04 Leverkusen |
| 10. September 2022, 11:30 Uhr | 1. FC Nürnberg       | 7:1                   | 1. FC Magdeburg     |
| 10. September 2022, 12:30 Uhr | Eintracht Trier      | 1:6                   | Eintracht Frankfurt |
| 10. September 2022, 14:30 Uhr | TSV 1860 München     | 1:3                   | VfB Stuttgart       |
| 11. September 2022, 11:00 Uhr | Bahlinger SC         | 0:5                   | Hansa Rostock       |
| 11. September 2022, 11:00 Uhr | Rot-Weiss Essen      | 2:5                   | 1. FC Köln          |
| 11. September 2022, 11:00 Uhr | JFG Schaumberg-Prims | 0:13                  | FC Schalke 04       |
| 11. September 2022, 11:00 Uhr | Hertha 03 Zehlendorf | 0:1                   | Hertha BSC          |
| 11. September 2022, 11:00 Uhr | FC Carl Zeiss Jena   | 2:2 n. V. (2:3 i. E.) | Holstein Kiel       |
| 11. September 2022, 11:00 Uhr | Dynamo Dresden       | 0:2                   | 1. FSV Mainz 05     |
| 11. September 2022, 12:00 Uhr | SV Babelsberg 03     | 0:1                   | TSG 1899 Hoffenheim |
| 11. September 2022, 13:00 Uhr | Werder Bremen        | 0:0 n. V. (2:4 i. E.) | Hannover 96         |

## Achtelfinale
Die Auslosung ergab folgende Begegnungen:
| Datum                       |                     | Ergebnis |                 |
| --------------------------- | ------------------- | -------- | --------------- |
| 13. Oktober 2022, 13:00 Uhr | 1. FC Köln          | 4:1      | VfL Bochum      |
| 15. Oktober 2022, 11:00 Uhr | Borussia Dortmund   | 1:2      | FC St. Pauli    |
| 15. Oktober 2022, 11:00 Uhr | Hannover 96         | 1:4      | Hertha BSC      |
| 15. Oktober 2022, 11:00 Uhr | Bayer 04 Leverkusen | 1:4      | VfB Stuttgart   |
| 15. Oktober 2022, 12:00 Uhr | TSG 1899 Hoffenheim | 3:4      | 1. FSV Mainz 05 |
| 16. Oktober 2022, 11:00 Uhr | Eintracht Frankfurt | 0:2      | Holstein Kiel   |
| 16. Oktober 2022, 11:00 Uhr | FC Schalke 04       | 4:0      | Hansa Rostock   |
| 22. Oktober 2022, 11:00 Uhr | 1. FC Nürnberg      | 2:1      | RB Leipzig      |

## Viertelfinale
Die Auslosung ergab folgende Begegnungen:
| Datum                        |                 | Ergebnis  |               |
| ---------------------------- | --------------- | --------- | ------------- |
| 10. Dezember 2022, 11:00 Uhr | 1. FC Köln      | 1:0       | Holstein Kiel |
| 10. Dezember 2022, 11:00 Uhr | 1. FC Nürnberg  | 1:3       | Hertha BSC    |
| 11. Dezember 2022, 11:00 Uhr | FC Schalke 04   | 1:0 n. V. | VfB Stuttgart |
| 11. Dezember 2022, 11:00 Uhr | 1. FSV Mainz 05 | 5:2       | FC St. Pauli  |

## Halbfinale
Die Auslosung ergab folgende Begegnungen:
| Datum         |               | Ergebnis              |                 |
| ------------- | ------------- | --------------------- | --------------- |
| 2. April 2023 | FC Schalke 04 | 2:1                   | 1. FSV Mainz 05 |
| 2. April 2023 | 1. FC Köln    | 1:1 n. V. (9:8 i. E.) | Hertha BSC      |

## Finale
| FC Schalke 04                                       | FC Schalke 04 | 1. FC Köln | 1. FC Köln |
| --------------------------------------------------- | --- | --- | ---------- |
| FC Schalke 04                                       | \| Finale \| \| 30. April 2023 in Potsdam (Karl-Liebknecht-Stadion) \| \| Ergebnis: 3:4 n. V. (3:3, 1:2) \| \| Zuschauer: 3.117 \| \| Schiedsrichter: Kristijan Rajkowski \| \| Spielbericht \|                                                                                            | \| Finale \| \| 30. April 2023 in Potsdam (Karl-Liebknecht-Stadion) \| \| Ergebnis: 3:4 n. V. (3:3, 1:2) \| \| Zuschauer: 3.117 \| \| Schiedsrichter: Kristijan Rajkowski \| \| Spielbericht \| | 1. FC Köln |
| FC Schalke 04                                       | Faaris Yusufu – Taylan Bulut, Niklas Barthel, Mattes Hansen – Emmanuel Gyamfi ( 73. Vitalie Becker), Nedzhib Hadzha ( 111. Philip Buczkowski), Erik Lanfer, Ngufor Anubodem – Kelsey Owusu ( 96. Semin Kojić), Keke Topp, Yannick Tonye ( 69. Assan Ouédraogo) Cheftrainer: Norbert Elgert | Alessandro Blažič – Matti Wagner, Marlon Monning ( 69. Julian Pauli), Elias Bakatukanda, Tidiane Touré ( 63. Jakob Krautkrämer) – Max Finkgräfe ( 63. Arda Süne), Emin Kujović, Luan Simnica, Meiko Wäschenbach – Damion Downs ( 110. Neo Telle), Justin Diehl ( 90+2.. Étienne Borié) Cheftrainer: Stefan Ruthenbeck | 1. FC Köln |
| FC Schalke 04                                       | 1:2 Barthel (42.) 2:2 Topp (49.) 3:2 Owusu (59.) | 0:1 Wäschenbach (32.) 0:2 Downs (35.) 3:3 Süne (65.) 3:4 Downs (108.) | 1. FC Köln |
| FC Schalke 04                                       | Owusu (73.), Bulut (90.), Anubodem (93.) | Wagner (10.), Kujović (73.), Wäschenbach (77.) | 1. FC Köln |
| Finale                                              | | |            |
| 30. April 2023 in Potsdam (Karl-Liebknecht-Stadion) | | |            |
| Ergebnis: 3:4 n. V. (3:3, 1:2)                      | | |            |
| Zuschauer: 3.117                                    | | |            |
| Schiedsrichter: Kristijan Rajkowski                 | | |            |
| Spielbericht                                        | | |            |